# Gasthof Schupfen

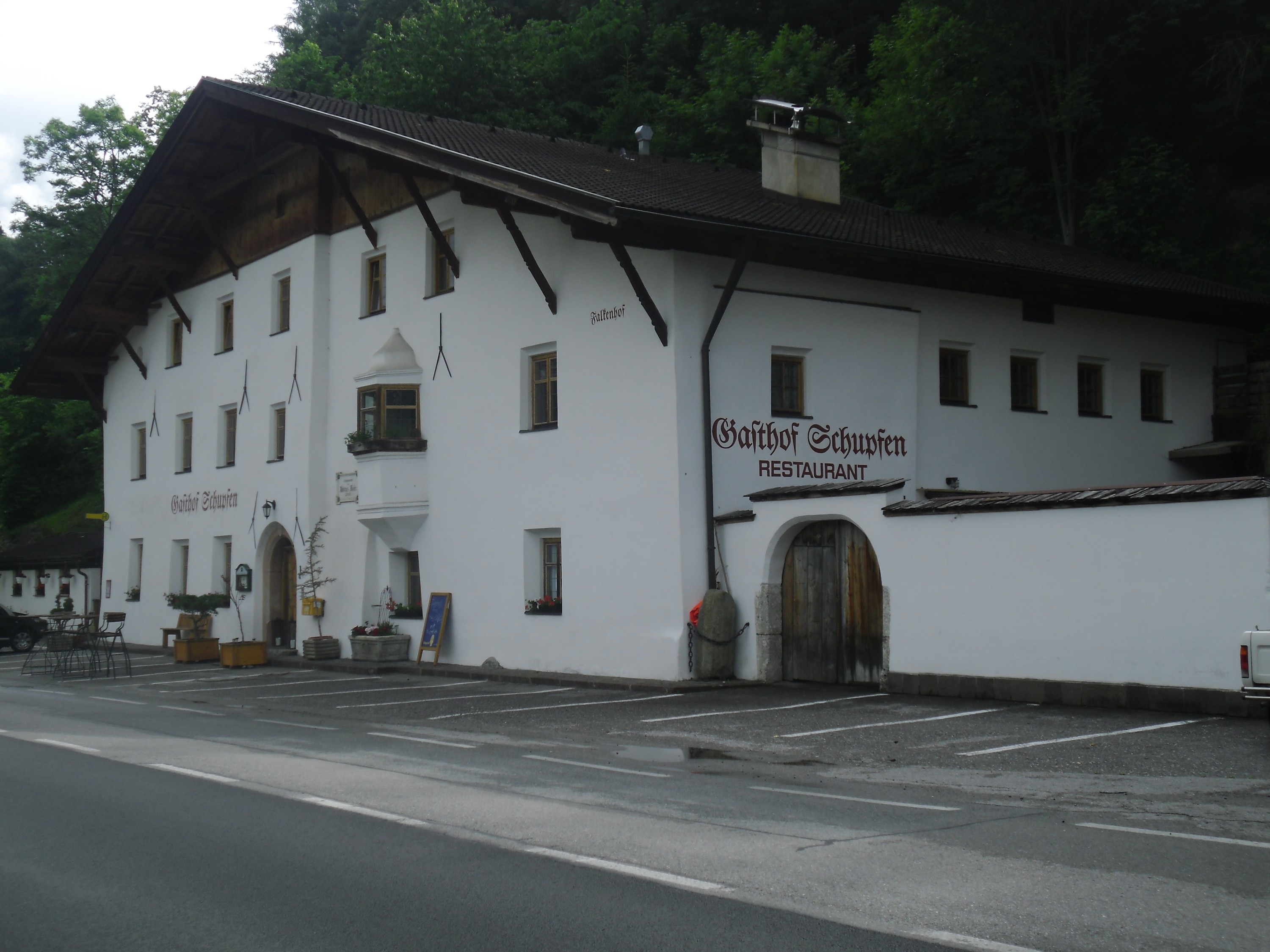
Gasthof Schupfen

Der Gasthof Schupfen liegt an der Brennerstraße beim Weiler Unterberg auf dem Gemeindegebiet von Mutters, im Wipptal unweit südlich von Innsbruck.
Es ist eines der ältesten erhaltenen Gasthäuser in Tirol.
Das Stift Wilten, zu dessen Besitz es gehörte, gestattete vor 1566 die Ausübung des Gastwirtschaftsgewerbes. Im Jahr 1809 diente es Andreas Hofer als Hauptquartier in den Bergiselschlachten.

## Lage
Das Haus liegt an der Brennerstraße (B 182), unweit der Einmündung der Ruetz aus dem Stubaital in die Sill. Wenig weiter liegt die Stephansbrücke, die größte erhaltene Steinbrücke in Österreich.

## Geschichte

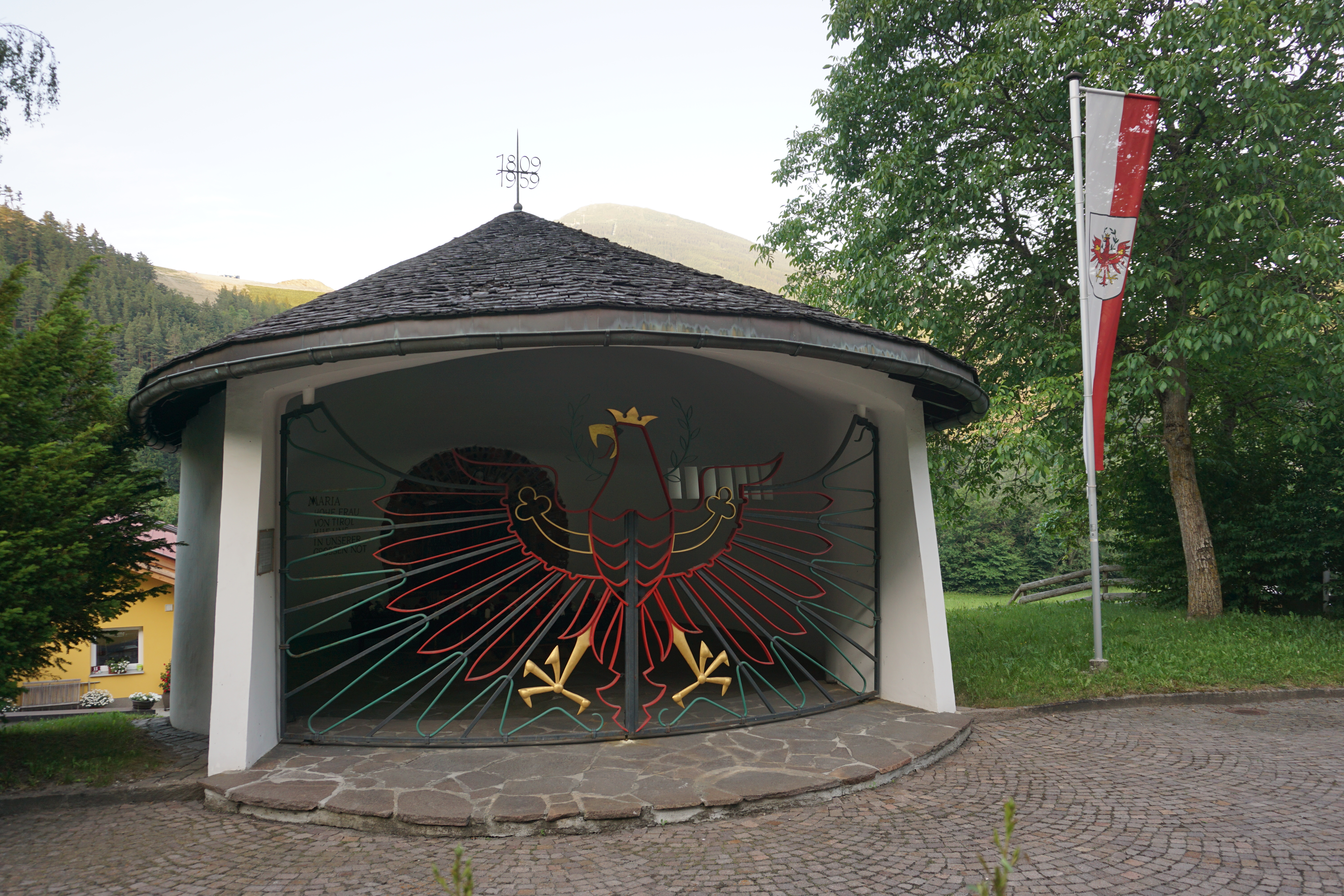
Neue Andreas-Hofer-Gedächtniskapelle

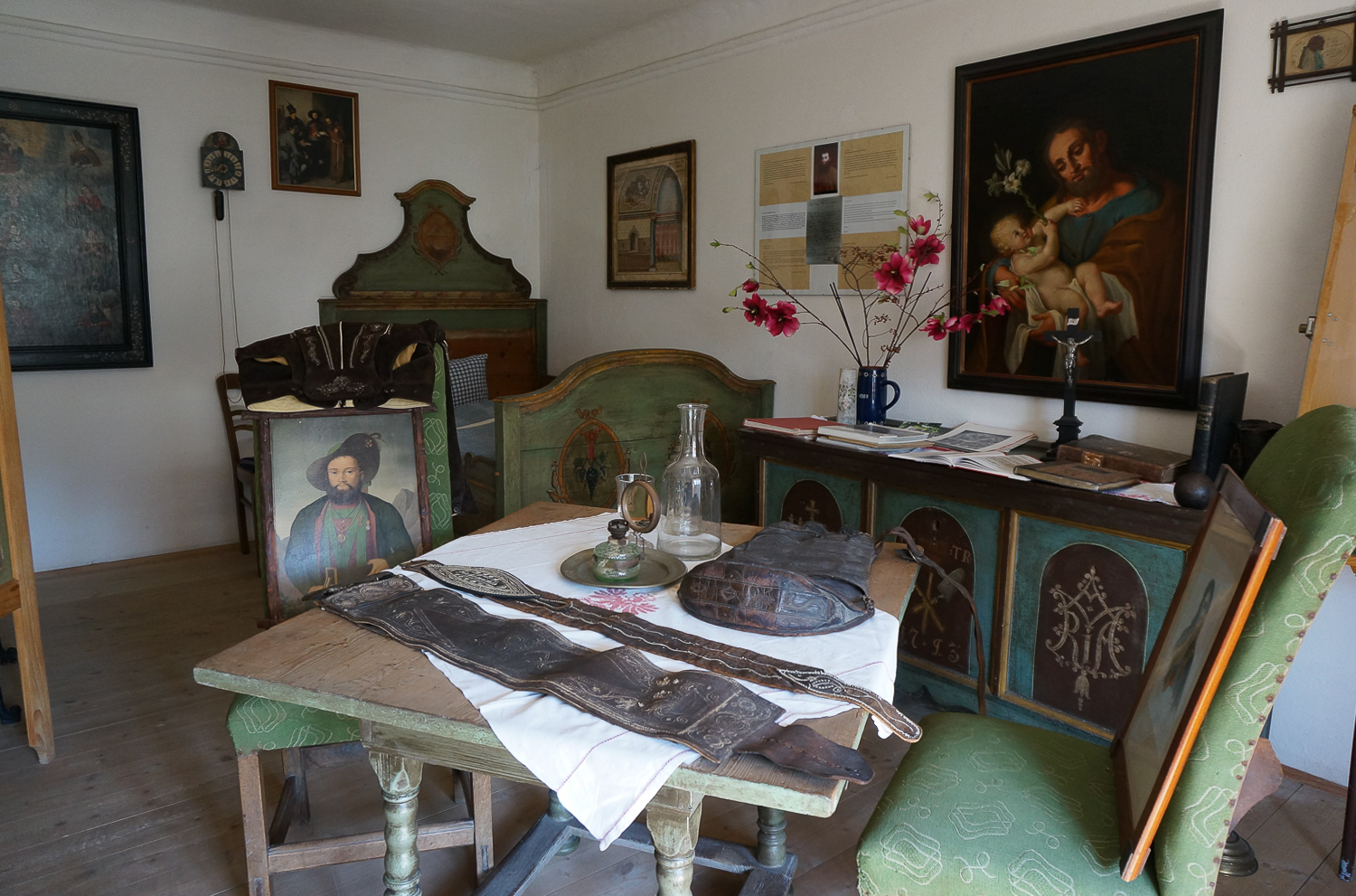
Andreas-Hofer-Zimmer

Der Schupfen (‚Lagerhütte‘) ist Teil des Falkenhofes. Um 1400 wurde das Falkengut erstmals in einem Güterverzeichnis der Trautson von Matrei erwähnt. 1455 verkauften die Brüder Lorenz und Balthauser Trautson den Falkenhof unter der Schupfen dem Stift Wilten. Der ursprüngliche Name verliert sich im 19. Jahrhundert. 1566 wurde die Wirtsgerechtsame erstmals urkundlich erwähnt (Adam Rungger, Wirt unter der Schupfen). Von nun an wurde der Falkenhof stets in Verbindung mit einer „wiertstafern“ genannt. Christoph Mayr, Wirt in Mutters, erwarb 1646 die „neuerbaute Wirtstafern Schupfen“. Weitere Umbauten erfolgten im 18. Jahrhundert.
Während der Bergiselschlachten war der Schupfen am 25. und 29. Mai 1809 und am 13. August desselben Jahres das Hauptquartier von Andreas Hofer. Besitzer des Schupfen zu der Zeit war Johann Etschmann, ein Mitstreiter Hofers. Im Jahr 1890 besichtigte Erzherzogin Stephanie das schon damals so genannte Hofer-Zimmer. Anlässlich der Enthüllung einer Gedenktafel an die Ereignisse von 1809 wurde am 6. Mai 1894 im Beisein von Erzherzog Ferdinand Karl ein großes Volksfest veranstaltet. Von 1902 bis 1903 wurde die Andreas-Hofer-Gedächtniskapelle zu Ehren des Herz Jesu errichtet und am 26. April 1903 eingeweiht. Am 31. Mai 1909 fand eine pompöse patriotische Vorfeierfeier zur Jahrhundertfeier statt; anlässlich des 150-Jahr-Jubiläums im Jahr 1959, wurde die Neue Andreas-Hofer-Gedächtniskapelle (Unterbergkapelle) errichtet.
1977 wurde das Gebäude unter Denkmalschutz gestellt. Von 1985 bis 1987 erfolgte eine grundlegende Renovierung. Bis es nach der Generalrenovierung 1987 wieder als Gasthof eröffnet wurde, war das Haus zuvor viele Jahre leer gestanden. Das Andreas-Hofer-Zimmer im 1. Stock wurde als Museum eingerichtet und kann besichtigt werden. Schräg gegenüber befindet sich noch ein typisches Wirtschaftsgebäude des 19. Jahrhunderts.